# Суперга (Бари)
Суперга (итал. Superga) је насеље у Италији у округу Бари, региону Апулија.
Према процени из 2011. у насељу је живело 750 становника. Насеље се налази на надморској висини од 64 м.